# Fragosela
Fragosela é uma freguesia portuguesa do município de Viseu, com 10,82 km² de área e 2528 habitantes (censo de 2021). A sua densidade populacional é 233,6 hab./km².

## Demografia
A população registada nos censos foi:
| Distribuição da População por Grupos Etários | Distribuição da População por Grupos Etários | Distribuição da População por Grupos Etários | Distribuição da População por Grupos Etários | Distribuição da População por Grupos Etários |
| -------------------------------------------- | -------------------------------------------- | -------------------------------------------- | -------------------------------------------- | -------------------------------------------- |
| Ano                                          | 0-14 Anos                                    | 15-24 Anos                                   | 25-64 Anos                                   | > 65 Anos                                    |
| 2001                                         | 407                                          | 379                                          | 1162                                         | 280                                          |
| 2011                                         | 473                                          | 302                                          | 1504                                         | 383                                          |
| 2021                                         | 324                                          | 293                                          | 1386                                         | 525                                          |

## Património
- Igreja Paroquial de Fragosela
- Capela da Senhora do Olival
- Capela de São Sebastião

## Equipamentos
A freguesia tem um campo desportivo, escola primária, e a Associação Social, Cultural e Recreativa "Os Amigos de Fragosela". Situa-se a 8 km da cidade de Viseu.
Tem também um agrupamento de escuteiros com a designação de Agrupamento 1063-Fragosela, anteriormente dirigido por António Lourenço e atualmente dirigido pelo chefe de agrupamento Miguel Esteves.